# 太清观 (北京市朝阳区)
太清观，位于北京市朝阳区大屯街道黄草湾郊野公园内，是一座道教宫观。1984年，朝阳区人民政府将“太清观”公布为北京市朝阳区文物暂保单位。2013年1月，朝阳区文化委员会为“太清观”立有“北京市朝阳区普查登记文物”牌。

## 简介
太清观原来位于朝阳区大屯地区大屯村。始建于明代，清朝乾隆年间重修，光绪十三年再度重修。太清观主祀太上老君。1928年北平特别市寺庙登记以及1936年第一次北平市寺庙总登记记载：“太清观坐落北郊二分署界内大屯村九十一号，属合村公建。本庙面积四亩五分五厘，瓦房二十七间，土房五间，山门一座，旁门东西二座。庙内法物有玉皇，真武，站童四位，龟蛇两位，四大师站像，药王，三清，三官，鲁班，站童四位，娘娘三尊，站童两位，关圣一尊，站童两位，均泥像，木供桌一张，泥皮香炉五个，烛扦五对，花瓶两对，铁香炉四个，烛扦两对，铁磬五口，大铁钟一口，铁香池一架，另有石碑四座，黄柏树一颗，三春柳树两棵，杏树四颗，丁香树两棵，榆树十一棵，庙外石狮子一对，槐树五棵，庙内槐树四棵，伐倒红柏树一棵。”
1984年，太清观被朝阳区公布为朝阳区文物暂保单位，当时太清观由大屯中心小学使用，仅存前殿三间、带有东西耳房的后殿三间，这两座殿都采用硬山筒瓦过垄脊。后来，大屯村拆迁上楼，大屯中心小学被合并，太清观闲置。此后，太清观由大屯村（今慧忠北里小区附近）迁建至黄草湾郊野公园内，2005年至2006年迁建完工。